# Friedrich Hermann Otto Finsch
Friedrich Hermann Otto Finsch (8 augustus 1839 in Bad Warmbrunn, nu Cieplice Śląskie-Zdrój in Neder-Silezië – 31 januari 1917 in Braunschweig) was handelaar,  etnoloog, ornitholoog en ontdekkingsreiziger.

## Biografie
Friedrich Hermann Otto Finsch werd geboren te Bad Warmbrunn in het Reuzengebergte wat nu in Neder-Silezië (Polen) ligt.
Hij volgde geen universitaire opleiding maar werkte zich op eigen kracht op tot een bekend ornitholoog. Hij verzamelde soorten in Hongarije en Bulgarije, en publiceerde daarover. Waarschijnlijk daardoor kreeg hij tussen 1862 en 1864 een assistentschap bij Hermann Schlegel aan het Rijksmuseum van Natuurlijke Historie in Leiden.
In 1864 kon hij een betere betrekking krijgen in Bremen. In die tijd maakte hij reizen door Noord-Amerika, Lapland en West-Siberië. In 1868 verscheen van zijn hand (in Leiden) een belangrijk werk over papegaaien.
In 1879 verliet hij Bremen en maakte reizen door Micronesië, Polynesië en Nieuw-Guinea. Hierdoor werd hij in zijn geboorteland vooral bekend door reizen in 1884 en 1885 naar Nieuw-Guinea. Na terugkomst in Duitsland lobbyde hij voor de oprichting van de Duitse Nieuw-Guinea Compagnie die voorbereidingen trof voor de verdere kolonisatie van Nieuw-Guinea en de omliggende oostelijk en noordelijk gelegen eilanden (Duits Nieuw-Guinea). Een groot deel van dat voormalig Duits bezit is nu deel van Papoea-Nieuw-Guinea. In dat land zijn de plaatsen Finschhafen en de Finschkust naar Otto Finsch vernoemd.
Deze inspanningen brachten hem niet de roem die hij verwachtte en daarom trok hij in 1897 weer naar Leiden, waar hij conservator van de afdeling vogels werd. Hij bleef daar tot 1904.
In 1904 kreeg hij een betrekking bij het volkenkundig museum van de stad in Braunschweig en in 1910 kreeg hij de titel van hoogleraar.

## Zijn werk
Er zijn 63 vogelsoorten die door hem zijn beschreven en nog steeds (in 2024) als soort beschouwd worden, daarnaast beschreef hij 60 ondersoorten.
Er zijn 12 vogelsoorten waarvan de wetenschappelijke naam (als eerbetoon aan hem) verwijst naar Otto Finsch: Finsch' frankolijn (Scleroptila finschi), Finsch' scholekster (Haematopus finschi), Finsch' aratinga (Aratinga finschi), Finsch' amazone (Amazona finschi), Finsch' kortpootlijster (Stizorhina finschi), Finsch' organist (Euphonia finschi), Finsch' muskaatduif (Ducula finschii), Finsch' spechtpapegaai (Micropsitta finschii), Finsch' parkiet (Psittacula finschii), Finsch' baardbuulbuul (Iole finschii), palaubrilvogel (Zosterops finschii) en Finsch' tapuit (Oenanthe finschii).

### Publicaties (selectie)
- O. Finsch: Neu-Guinea und seine Bewohner. Müller, Bremen 1865
- O. Finsch: Die Papageien. 2 Bd., Brill, Leiden 1868
- O. Finsch: Reise nach Westsibirien im Jahre 1876. Erich Wallroth, Berlin 1879
- O. Finsch: Ethnologischer Atlas - Typen aus der Steinzeit Neuguineas. In Samoafahrten. Reisen in Kaiser-Wilhelms-Land und Englisch-Neu-Guinea in den Jahren 1884 und 1885 an Bord des Deutschen Dampfers Samoa. Ferdinand Hirt, Leipzig 1888